# Honest Don's Records
Honest Don's Records is het eerste sublabel van het grotere Amerikaanse onafhankelijke punklabel Fat Wreck Chords. Net zoals het moederlabel is Honest Don's Records opgericht door Fat Mike en is het gesitueerd in San Francisco, Californië. Het label gaf muziekalbums uit van artiesten en bands die qua stijl niet bij Fat Wreck Chords passen. Fat Wreck Chords richt zich voornamelijk op harde en snelle punkmuziek terwijl Honest Don's Records het accent legt op poppunk. Sinds het uitgeven van het album My E.P. van Nerf Herder op 29 juli 2003 heeft het sublabel geen albums meer uitgegeven, waardoor het inactief is. Het is echter nooit officieel opgeheven.
Op 8 augustus 2017 werd Loch'd and Loaded, het derde studioalbum van The Real McKenzies, als lp via Honest Don's Records heruitgegeven in samenwerking met Fat Wreck Chords.

## Bands
- Bad Astronaut
- Big in Japan
- Chixdiggit
- Citizen Fish
- Dance Hall Crashers
- Diesel Boy
- Dogpiss
- Fluf
- Hagfish
- Inspection 12
- J Church
- Limp
- Mad Caddies
- MDC
- The Muffs
- Nerf Herder
- The Other
- The Real McKenzies
- The Riverdales
- Squirtgun
- Submissives
- Teen Idols